# Real Club Deportivo Carabanchel
Real Club Deportivo Carabanchel je španělský fotbalový klub v historické čtvrti Carabanchel ve španělském Madridu. Stávající zařízení je třetí nejstarší ve španělském hlavním městě po Realu Madrid a Atléticu Madrid a celkově třináctý ve Španělsku.